# 1306
1306. је била проста година.

## Догађаји

### Јун
- 19. јун — Војска грофа од Пембрука је поразила шкотску војску Роберта Бруса у бици код Метвена.